# Licytacja elektroniczna
Licytacja elektroniczna – tryb udzielenia zamówienia publicznego. 
Przed 1 stycznia 2021 r. tryb ten możliwy był do zastosowania, jeżeli wartość zamówienia była mniejsza niż kwoty określone w przepisach wydanych na podstawie art. 11 ust. 8 ustawy Prawo zamówień publicznych z 2004 r.
Jedynym możliwym do zastosowania kryterium oceny ofert jest najniższa cena. Tryb składa się z dwóch etapów – kwalifikacji wykonawców, składających wnioski o dopuszczenie do udziału w licytacji w odpowiedzi na publiczne ogłoszenie (w formie tradycyjnej), oraz samej elektronicznej licytacji, w której za pomocą formularza umieszczonego na stronie internetowej, umożliwiającego wprowadzenie niezbędnych danych w trybie bezpośredniego połączenia z tą stroną, wykonawcy składają kolejne korzystniejsze oferty (postąpienia), podlegające automatycznej klasyfikacji.